# Hasse Ekman
Hans Gösta (Hasse) Ekman (Stockholm, 10 september 1915 – Marbella, 15 februari 2004) was een Zweeds acteur  en filmregisseur. 
Hij was een zoon van Gösta Ekman (1890-1938) en de vader van acteur Gösta Ekman (1939-2017).

## Filmografie (selectie)
- Intermezzo (1936)
- Med dej i mina armar (1940)
- Ombyte av tåg (1943)
- Fram för lilla Märta (1945)
- Kungliga patrasket (1945)
- Medan porten var stängd (1946)
- Banketten (1948)
- Flickan från tredje raden (1949)
- Flicka och hyacinter (1950)
- De spullenbaas (Gyklarnas afton) (1953)
- Ratataa (1956)
- Jazzgossen (1958)

- Bibsys: 27938
- Biblioteca Nacional de España: XX4922034
- Bibliothèque nationale de France: cb146780720 (data)
- Gemeinsame Normdatei: 119191741
- International Standard Name Identifier: 0000 0001 1576 153X
- KulturNav: aed6c4e2-298d-4608-8748-d8a80dc02630
- Library of Congress Control Number: n83224563
- MusicBrainz: cc918670-ff1a-4170-8de8-5d7578dfba0c
- Nationale Bibliotheek van Tsjechië: xx0157590
- Nationale Bibliotheek van Israël: 987007428076105171
- Nederlandse Thesaurus van Auteursnamen: 146031636
- LIBRIS: 185827
- Système universitaire de documentation: 073466379
- Virtual International Authority File: 79198231
- WorldCat: E39PBJgt46CyPfvTMWwBc3xJjC